# PC LOAD LETTER

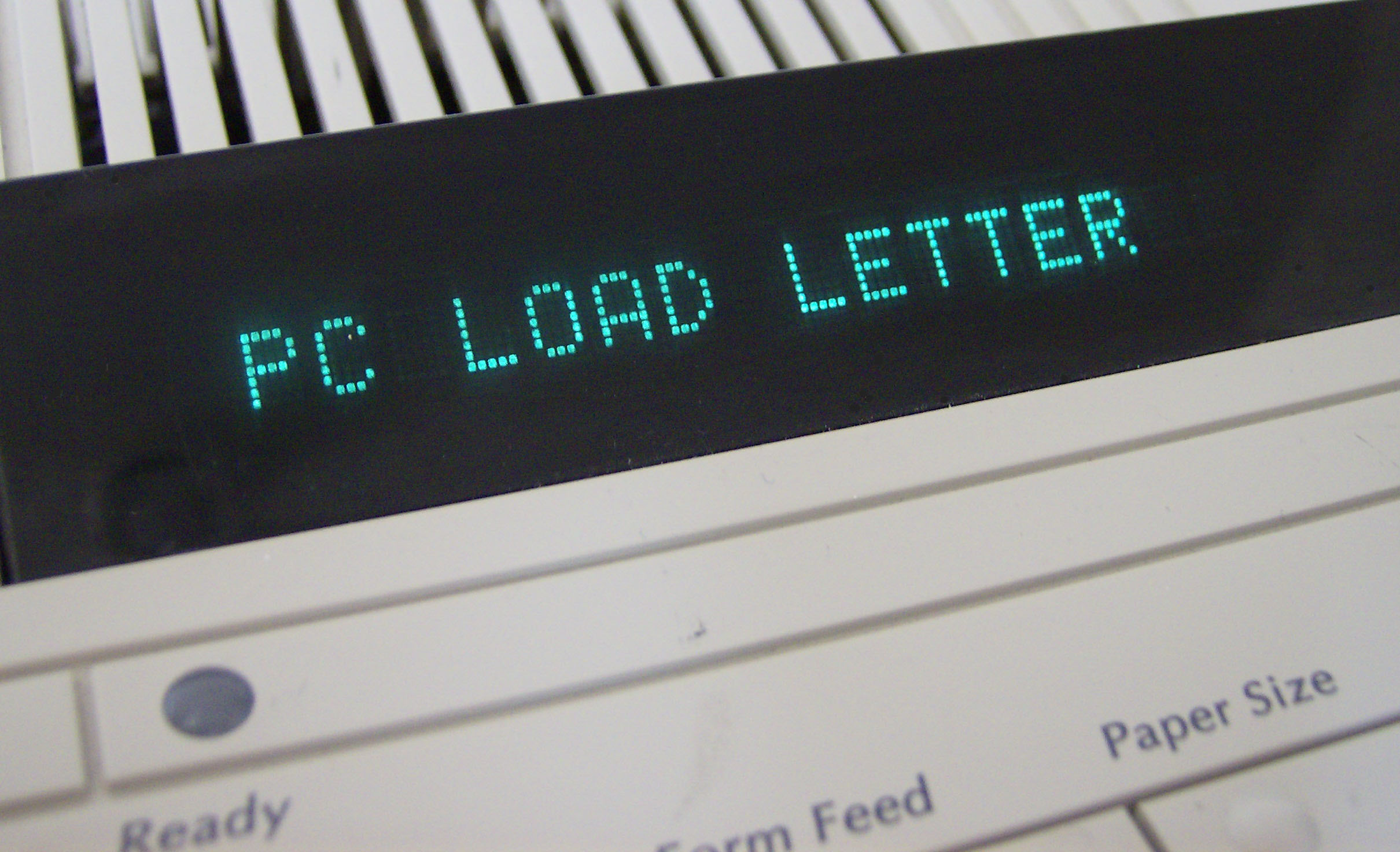
Ошибка PC LOAD LETTER на HP LaserJet 4

PC LOAD LETTER — выдаваемое принтером сообщение об ошибке, которое вошло в популярную культуру как технологический мем, относящийся к запутанному или неуместному сообщению об ошибке. Расплывчатость сообщения об ошибке была высмеяна в комедийном фильме 1999 года «Офисное пространство». По сюжету, троим приятелям, работающим в компьютерной компании Initech, постоянно приходится сталкиваться с принтером, работающим неправильно. В ходе одной из сцен друзья завязывают продолжительную беседу по поводу цели своей жизни, пока один из них ждет распечатки из этого принтера. Неожиданно диалог прерывается раздражённым восклицанием ждущего распечатку: «PC load letter?! Что эта фигня вообще значит?» Позднее трое друзей расправятся с принтером, разгромив его на свежем воздухе. Примечательно, что этого не было в сценарии, и актёр Дэвид Херман экспромтом выдал эту фразу, увидев ошибку на дисплее принтера, в самом деле выдавшего эту ошибку.
Это сообщение появляется при печати на принтерах HP ранних серий LaserJet (серии LaserJet II, III и 4). Это означает, что принтер пытается распечатать документ, для которого требуется бумага формата Letter (8½ × 11 дюймов), когда такой бумаги в доступном лотке нет.

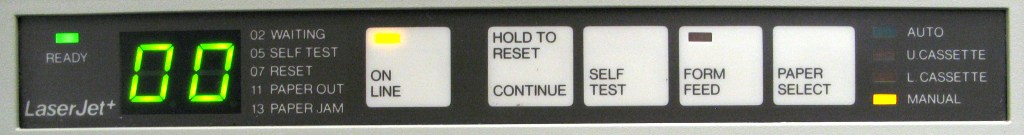
Ранние модели LaserJet использовали двухсимвольный дисплей для всех сообщений о состоянии. Этот принтер показывает «00», что означает нормальное состояние. Выход бумаги в верхней кассете будет обозначен чередующимися символами «11» и «UC».

«PC» — это сокращение от «paper cassette», лоток для бумаги. Эти двухсимвольные коды являются унаследованной функцией от первых принтеров LaserJet, которые могли использовать только двухсимвольное отображение для всех сообщений. «LOAD» — это инструкция загрузки лотка для бумаги. «LETTER» — это формат бумаги Letter, используемый в Северной Америке. Таким образом, сообщение принтера заключается в том, что пользователю необходимо загрузить в лоток бумагу формата Letter. Другие сообщения, которые можно увидеть, включают «MP LOAD LEGAL», что означает, что лоток «MP» (многоцелевой) должен быть заполнен бумагой формата Legal (8½ × 14 дюймов), или «ME FEED MONARCH», указывающее, что для ручного устройства подачи конвертов требуется конверт формата Monarch.
В некоторых случаях пользователи путают «PC» с «персональным компьютером», а «LETTER» — с коротким документом. За пределами Соединенных Штатов и Канады большая часть бумаги имеет формат A4, однако программное обеспечение, написанное в Соединенных Штатах, использует формат Letter в качестве формата по умолчанию, поэтому пользователи, которые могут не знать, что «LETTER» — это формат бумаги, могут не понять сообщение и не иметь такой бумаги.
Ошибку можно исправить (кроме заполнения лотка для бумаги), очистив очередь печати и буфер принтера или нажав «Shift+Continue». В крайних случаях, перезапустив принтер и повторив. В LaserJet 5 появилась кнопка «GO», чтобы переопределить предупреждающее сообщение.
В моделях LaserJet 5, 4000 и в более поздних версиях были добавлены номерные метки на лотках для бумаги и новое сообщение «TRAY [x] LOAD PLAIN [формат бумаги]», где [x] — номер лотка.